# بویناکسک
شهر بویناکسک (به روسی: Буйнакск) در کشور روسیه و در جمهوری داغستان واقع شده‌است. نام قبلی این شهر تمرخان شورا بوده که تمرخان همان تیمور و شورا در زبان قموقی به معنی دریاچه می باشد. 
عبدالرحیم طالبوف از روشنفکران مشروطیت عمری را در این شهر گذراند و در این شهر درگذشت.